# 白水 (湘江支流)
白水，是中国长江流域的一条河流，汇入湘江，属于湘江水系。河长117千米，流域面积1810平方千米，多年平均流量44立方米每秒。自然落差653米。水能理论蕴藏量4万千瓦。